# FC RFS
Pour les articles homonymes, voir FK Daugava Riga.
Maillots
Actualités
Le FC RFS, anciennement nommé FK RFS, est un club letton de football basé à Riga et évoluant en Virslīga. 
Champion de Lettonie à trois reprises et qualifié à plusieurs reprises en coupe d'Europe (Ligue Europa et ligue Europa Conference), il est le principal club de football en Lettonie et entretient une rivalité sportive avec le Riga FC dans des matchs souvent très disputés. 

## Histoire
L'équipe évolue pour la première fois dans le championnat de Lettonie, en 2009. Le club se classe avant-dernier (8e sur 9), et se voit relégué à l'échelon inférieur.
En 2023, après une saison haletante, le FK RFS obtient son deuxième titre de champion de Lettonie avec un petit point d'avance sur le Riga FC. La victoire d'RFS sur son terrain face à Metta combiné au match nul du RFC permet ainsi au bleu de finir premier. Le club remporte de nouveau le championnat la saison suivante, et réalise le doublé en remportant également la coupe de Lettonie. Qualifié en phase de Ligue de la Ligue Europa, le club termine 32e et est éliminé, mais marque les esprits en tenant en échec Galatasaray puis Anderlecht, et en s'imposant face à l'Ajax Amsterdam, quatre fois vainqueurs de la Ligue des champions.  

### Repères historiques
- 2005 : fondation du club sous le nom de Daugava 90 Riga
- 2008 : le club est renommé Daugava Riga
- 2010 : le club est renommé Daugava/RFS Riga
- 2011 : le club est renommé Rīgas FS
- 2015 : Promotion en première division
- 2019 : Première participation à une coupe d'Europe (Europa League, contre l'Olimpija Ljubljana) et victoire en coupe de Lettonie
- 2021 : Doublé coupe-championnat et premier championnat de l'Histoire du club
- 2024 : Troisième victoire en championnat de Lettonie, le club arrive à hauteur du Riga FC

## Bilan sportif

### Palmarès

#### Football masculin
- Championnat de Lettonie (3)
  - Champion : 2021, 2023 et 2024.
  - Vice-champion : 2019 et 2020.

- Coupe de Lettonie (3)
  - Vainqueur : 2019, 2021 et 2024.
  - Finaliste : 2022 et 2023.

- Championnat de Lettonie de D2 (1)
  - Champion : 2008.

#### Football féminin
- Championnat de Lettonie féminin (5)
  - Champion : 2013, 2014, 2015, 2016 et 2017.

- Coupe de Lettonie féminin (8)
  - Vainqueur : 2014, 2015, 2016, 2017, 2018, 2019, 2021 et 2024.
  - Finaliste : 2023

### Bilan par saison
| Saison | Championnat | Championnat | Championnat | Championnat | Championnat | Championnat | Championnat | Championnat | Championnat | Championnat | Coupe de Lettonie   |
| Saison | Division    | Pos         | Pts         | J           | V           | N           | D           | BP          | BC          | Diff        | Coupe de Lettonie   |
| ------ | ----------- | ----------- | ----------- | ----------- | ----------- | ----------- | ----------- | ----------- | ----------- | ----------- | ------------------- |
| 2006   | 3e Riga     | 7e          | 21          | 18          | 7           | 0           | 1           | 53          | 94          | -41         | Seizièmes de finale |
| 2007   | 2e          | 11e         | 39          | 30          | 11          | 6           | 13          | 51          | 72          | -21         | Huitièmes de finale |
| 2008   | 2e          | 1er         | 63          | 28          | 20          | 3           | 5           | 89          | 26          | +63         | —                   |
| 2009   | 1re         | 8e          | 14          | 32          | 3           | 5           | 24          | 26          | 116         | -90         | Quarts de finale    |
| 2010   | 2e          | 3e          | 44          | 22          | 13          | 5           | 4           | 51          | 27          | +24         | Quarts de finale    |
| 2011   | 2e          | 4e          | 51          | 24          | 16          | 3           | 5           | 68          | 25          | +43         | Huitièmes de finale |
| 2012   | 2e          | 5e          | 51          | 26          | 16          | 3           | 7           | 62          | 33          | +29         | Huitièmes de finale |
| 2013   | 2e          | 7e          | 43          | 30          | 12          | 7           | 11          | 49          | 44          | +5          | Huitièmes de finale |
| 2014   | 2e          | 5e          | 58          | 30          | 18          | 4           | 8           | 104         | 39          | +65         | Huitièmes de finale |
| 2015   | 2e          | 3e          | 74          | 30          | 24          | 2           | 4           | 94          | 25          | +69         | Seizièmes de finale |
| 2016   | 1re         | 6e          | 35          | 28          | 9           | 8           | 11          | 22          | 31          | -9          | Demi-finales        |
| 2017   | 1re         | 5e          | 35          | 24          | 11          | 2           | 11          | 29          | 31          | -2          | Demi-finales        |
| 2018   | 1re         | 3e          | 55          | 28          | 18          | 1           | 9           | 57          | 23          | +34         | Demi-finales        |
| 2019   | 1re         | 2e          | 59          | 32          | 17          | 8           | 7           | 55          | 32          | +23         | Vainqueur           |
| 2020   | 1re         | 2e          | 66          | 27          | 21          | 3           | 3           | 66          | 21          | +45         | Demi-finales        |
| 2021   | 1re         | 1er         | 66          | 28          | 20          | 6           | 2           | 65          | 22          | +43         | Vainqueur           |
| 2022   | 1re         | 3e          | 76          | 36          | 22          | 10          | 4           | 83          | 32          | +51         | Finale              |
| 2023   | 1re         | 1er         | 89          | 36          | 27          | 8           | 1           | 96          | 18          | +78         | Finale              |
| 2024   | 1re         | 1er         | 90          | 36          | 29          | 3           | 4           | 103         | 25          | +78         | Vainqueur           |

Légende
- Vainqueur de la compétition.
- Vice-champion ou finaliste de la compétition.
- Troisième de la compétition.
- Promotion en division supérieure.
- Relégation en division inférieure.

### Bilan européen
Note : dans les résultats ci-dessous, le score du club est toujours donné en premier
| Saison    | Compétition             | Tour             | Club                 | Domicile | Extérieur | Total             |
| --------- | ----------------------- | ---------------- | -------------------- | -------- | --------- | ----------------- |
| 2019-2020 | Ligue Europa            | Premier tour Q   | Olimpija Ljubljana   | 0 - 2    | 3 - 2     | 3 - 4             |
| 2020-2021 | Ligue Europa            | Premier tour Q   | Partizan Belgrade    | N/A      | 0 - 1     | 0 - 1             |
| 2021-2022 | Ligue Europa Conférence | Premier tour Q   | KÍ Klaksvík          | 2 - 3    | 4 - 2 ap  | 6 - 5             |
| 2021-2022 | Ligue Europa Conférence | Deuxième tour Q  | Puskás Akadémia      | 3 - 0    | 2 - 0     | 5 - 0             |
| 2021-2022 | Ligue Europa Conférence | Troisième tour Q | KAA La Gantoise      | 0 - 1    | 2 - 2     | 2 - 3             |
| 2022-2023 | Ligue des champions     | Premier tour Q   | HJK Helsinki         | 2 - 1 ap | 0 - 1     | 2 - 2 (4 - 5 tab) |
| 2022-2023 | Ligue Europa Conférence | Troisième tour Q | Hibernians FC        | 1 - 1    | 3 - 1     | 4 - 2             |
| 2022-2023 | Ligue Europa Conférence | Barrages Q       | Linfield FC          | 2 - 2    | 1 - 1 ap  | 3 - 3 (4 - 2 tab) |
| 2022-2023 | Ligue Europa Conférence | Groupe A         | İstanbul Başakşehir  | 0 - 0    | 0 - 3     | Quatrième         |
| 2022-2023 | Ligue Europa Conférence | Groupe A         | ACF Fiorentina       | 1 - 1    | 0 - 3     | Quatrième         |
| 2022-2023 | Ligue Europa Conférence | Groupe A         | Heart of Midlothian  | 0 - 2    | 1 - 2     | Quatrième         |
| 2023-2024 | Ligue Europa Conférence | Premier tour Q   | Makedonija GP Skopje | 4 - 1    | 1 - 0     | 5 - 1             |
| 2023-2024 | Ligue Europa Conférence | Deuxième tour Q  | Sabah FC             | 0 - 2    | 1 - 2     | 1 - 4             |
| 2024-2025 | Ligue des champions     | Premier tour Q   | Larne FC             | 3 - 0    | 4 - 0     | 7 - 0             |
| 2024-2025 | Ligue des champions     | Deuxième tour Q  | FK Bodø/Glimt        | 1 - 3    | 0 - 4     | 1 - 7             |
| 2024-2025 | Ligue Europa            | Troisième tour Q | UE Santa Coloma      | 7 - 0    | 2 - 0     | 9 - 0             |
| 2024-2025 | Ligue Europa            | Barrages Q       | APOEL Nicosie        | 2 - 1    | 1 - 2 ap  | 3 - 3 (4 - 2 tab) |
| 2024-2025 | Ligue Europa            | Phase de ligue   | FCSB                 | N/A      | 1 - 4     | 32e               |
| 2024-2025 | Ligue Europa            | Phase de ligue   | Galatasaray SK       | 2 - 2    | N/A       | 32e               |
| 2024-2025 | Ligue Europa            | Phase de ligue   | Eintracht Francfort  | N/A      | 0 - 1     | 32e               |
| 2024-2025 | Ligue Europa            | Phase de ligue   | RSC Anderlecht       | 1 - 1    | N/A       | 32e               |
| 2024-2025 | Ligue Europa            | Phase de ligue   | PAOK Salonique       | 0 - 2    | N/A       | 32e               |
| 2024-2025 | Ligue Europa            | Phase de ligue   | Maccabi Tel-Aviv     | N/A      | 1 - 2     | 32e               |
| 2024-2025 | Ligue Europa            | Phase de ligue   | Ajax Amsterdam       | 1 - 0    | N/A       | 32e               |
| 2024-2025 | Ligue Europa            | Phase de ligue   | Dynamo Kiev          | N/A      | 0 - 1     | 32e               |
| 2025-2026 | Ligue des champions     | Premier tour Q   | Levadia Tallinn      | 1 - 0    | 1 - 0     | 2 - 0             |
| 2025-2026 | Ligue des champions     | Deuxième tour Q  | Malmö FF             | 1 - 4    | 0 - 1     | 1 - 5             |
| 2025-2026 | Ligue Europa            | Troisième tour Q | KuPS                 | 1 - 2    | 0 - 1     | 1 - 3             |
| 2025-2026 | Ligue Conférence        | Barrages Q       | Ħamrun Spartans      | -        | -         | -                 |

Légende
- Victoire ou qualification pour le tour suivant
- Match nul
- Défaite ou élimination de la compétition

## Identité visuelle

Ancien logo.
Ancien logo.
Logo actuel.